# Asterix Avo Beveren
Asterix Avo Beveren ist ein belgischer Frauen-Volleyballverein aus Beveren (Ostflandern), der in der ersten belgischen Liga und im CEV-Pokal spielt. Der Club entstand in seiner heutigen Form in der Saison 2016–2017 aus der Fusion der Vereine Asterix Kieldrecht und AVO Melsele.

## Geschichte

### Nationale Liga und Pokal
Der Verein Asterix Kieldrecht wurde 1969 gegründet und spielte seit 1990 ununterbrochen in der höchsten belgischen Spielklasse der Frauen. Seit Mitte der 1990er Jahre entwickelte er sich zu einem der Spitzenvereine und war seit 1998 elfmal belgischer Meister. Im Pokalwettbewerb war der Verein mit vierzehn Pokalgewinnen seit 1996 noch erfolgreicher. Im März 2016 kündigten Asterix Kieldrecht und der ebenfalls in Beveren ansässige Verein AVO Melsele ihren Zusammenschluss an. Seit der Saison 2016/2017 startet der Club unter dem Namen Asterix Avo Beveren.

### Europapokal
Asterix Kieldrecht nahm seit 1999 regelmäßig an den Europapokalwettbewerben der Frauen teil. Größte Erfolge waren hier der Sieg im Top Teams Cup 2001 und die Finalteilnahme im Challenge Cup 2010.